# 谢赫 (称号)
谢赫，也有译为沙伊赫、昔、锡（阿拉伯语：شيخ；索馬里語：Sheekh）、筛海，是阿拉伯语中的一个常见的尊称，意指“部落长老”、“伊斯兰教教长”、“智者”等。
在阿拉伯半岛，谢赫是部落首领的头衔之一，例如阿联酋各酋长就称为谢赫。
在南亚和东南亚，谢赫往往是阿拉伯后裔男子的称号；阿拉伯基督徒也常用该尊称。印度一些高種姓人士在皈依伊斯蘭教時也會使用此頭銜，在德里地區謝赫通常是波斯移民的後代。